# Augustinas Voldemaras
Augustinas Voldemaras, né le 4 avril 1883 (16 avril dans le calendrier grégorien) à Dysna (Lituanie) et mort le 16 mai 1942 à Moscou, est un homme d'État lituanien. Il est Premier ministre en 1918, puis de nouveau de 1926 à 1929.

## Biographie
Né dans une famille de paysans pauvres, Voldemaras n'en sera pas moins diplômé d'une maîtrise d'histoire et philosophie de l'université de Saint-Pétersbourg et reçoit une médaille d'or pour sa soutenance de thèse. Une bourse lui permet de poursuivre ses études et d'obtenir un doctorat. Dans ces années-là, il est très influencé par l'esprit de fierté nationaliste qui se répand alors en Lituanie. Bien que le pays soit toujours sous domination russe, de petits groupes se forment, tant en Lituanie qu'en dehors, pour militer en faveur de l'autonomie ou de l'indépendance. Voldemaras rejoint l'un de ces groupes d'étudiants à Saint-Pétersbourg et il en est élu le représentant au Congrès des nations non-souveraines à Kiev, en septembre 1917.
En 1918, il est de retour en Lituanie et est coopté au Conseil d'État avant de devenir le premier chef du gouvernement de la Lituanie indépendante du 11 novembre au 26 décembre de la même année. Il occupe les fonctions de ministre des Affaires étrangères de 1918 à 1920 et, à ce titre, dirige la délégation lituanienne à la conférence de la paix à Paris. De 1920 à 1926, il poursuit une carrière dans l'enseignement.
En 1926, il est élu député au Seimas. Le 17 décembre suivant, une fraction de l'armée en désaccord avec la politique du gouvernement du président Kazys Grinius, élu six mois plus tôt, fomente un coup d'État. Ils appellent Voldemaras et l'ancien président de la République Antanas Smetona à les soutenir, ce qu'ils acceptent. Grinius est destitué et Smetona réinstallé à son ancien poste, Voldemaras redevenant Premier ministre. Afin de rassurer l'opinion publique, tant en Lituanie qu'à l'étranger, Grinius « nomme » lui-même Voldemaras Premier ministre, sous la promesse que celui-ci respectera la Constitution de 1922. Augustinas Voldemaras accepte, mais ne tient pas sa promesse ; toutes ses actions, au contraire, engagent son gouvernement dans la voie de la dictature.

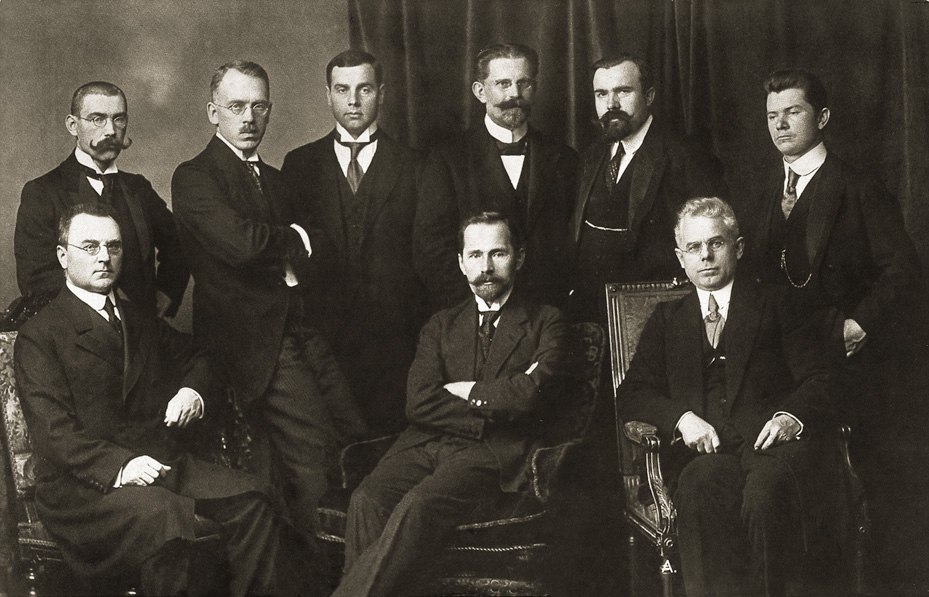
Augustinas Voldemaras (debout à droite) en 1918

Cependant, les divergences et l'animosité entre les différents partis politiques lituaniens s'accentuent. Voldemaras dirige une organisation appelée Geležinis Vilkas (« Le Loup de fer »), dont le président d'honneur est Antanas Smetona. Bien que les deux hommes travaillent ensemble et partagent le même fond idéologique, leur association se dissout bientôt, en partie à cause de l'intense implication de Voldemaras. La personnalité dynamique de ce dernier attire toujours de nouveaux adhérents parmi les jeunes officiers nationalistes qui accueillent favorablement la montée du fascisme et qui jugent la politique de Smetona trop modérée.
Impopulaire dans certaines couches de la population, Voldemaras survit en 1929 à une tentative d'assassinat à Kaunas. La même année, alors qu'il participe à une réunion de la Société des Nations, il est destitué lors d'un putsch par le président Smetona, qui dès lors, et jusqu'à l'invasion soviétique de 1940, dirige seul le pays en dictateur. Après l'éviction de Voldemaras, le Geležinis Vilkas entre dans la clandestinité, recevant le soutien et l'aide matérielle de l'Allemagne.
Le Geležinis Vilkas planifie un coup d'État en 1934, précipitant le retour de Voldemaras de son exil en province pour prendre la tête du gouvernement. Mais le putsch est un échec et Voldemaras est envoyé en prison pendant les quatre années suivantes. C'est pendant son incarcération qu'il écrit un livre sur la vie du Christ, qui sera par la suite interdit en Lituanie.
En 1938, Voldemaras est amnistié, libéré de prison et placé en liberté surveillée en province. Il tente de rentrer en 1939, mais il est arrêté et renvoyé dans son lieu d'exil. Il essaye encore à plusieurs occasions de revenir, mais il est chaque fois renvoyé et part en exil à l'étranger. En juin 1940, quelques jours après l'invasion de la Lituanie par l'URSS, Voldemaras quitte Berlin et tente une fois encore de revenir dans la capitale lituanienne. Il est arrêté à la frontière par les bolcheviks et on ignore ce qu'il advient de lui ensuite. Ce n'est que bien plus tard que l'on apprendra qu'il est mort dans prison de la Boutyrka à Moscou le 16 mai 1942.
Voldemaras était professeur de philologie. Hyperpolyglotte, il parlait seize langues dont l'allemand, l'anglais, le russe, le suédois, l'italien, le polonais et le français.
En 1929, Voldemaras est choisi comme parrain du petit Valdas Adamkus, alors âgé de trois ans. Celui-ci sera président de la République de Lituanie de 1998 à 2003 et de 2004 à 2009.